# Oscar Massei
Oscar Alberto Massei (né le 29 septembre 1934 à Pergamino) est un joueur de football argentin, qui jouait en tant qu'attaquant.

## Palmarès
Rosario Central
- Meilleur buteur de la Primera División Argentina: 1955 (21 buts).